# Соколово (Рыбинский район)
Соколово – деревня на территории Николо-Кормской сельской администрации Покровского сельского поселения Рыбинского района Ярославской области .

## География
Деревня расположена на автомобильной дороге Р104 на участке Углич-Рыбинск, между деревнями Мостовица (в сторону Углича) и Омляково (в сторону Рыбинска).  К северу от деревни на расстоянии менее 1 км протекает река Корма, а с другой её стороны находится деревня Лебедево. Соколово, как и дорога, ориентировано с запада на восток, она имеет несколько улиц и расположена в основном с северной стороны дороги. Преобладает традиционная застройка, рубленные избы, фасадами на улицу. По почтовым данным в деревне 25 домов.

## История
Деревня Соколова указана на плане Генерального межевания Рыбинского уезда 1792 года.

## Население
| 2007 | 2010 |
| ---- | ---- |
| 11   | ↗17  |

## Транспорт
Автобус  связывает село с Рыбинском, Мышкиным и Угличем. Администрация сельского поселения в поселке и центр врача общей практики находится в посёлке Искра Октября (по дороге в сторону Рыбинска). В селе Никольском – центр сельской администрации,  почтовое отделение  , школа, клуб, магазины. Действующая церковь и кладбище в следующем за Никольском селе Николо-Корма.